# مقاطعة أوسويغو (نيويورك)
مقاطعة أوسويغو (بالإنجليزية: Oswego County)‏ هي إحدى المقاطعات في ولاية نيويورك في الولايات المتحدة الأمريكية.

## أعلام
- رايموند بوني
- إروين فرينك سميث
- مورغان لويس سميث